# São Francisco Xavier em Garbatella (diaconia)
São Francisco Xavier em Garbatella (em latim, S. Francisci Xavier in Garbatella) é uma diaconia instituída em 21 de fevereiro de 2001 pelo Papa João Paulo II. A igreja titular deste título é San Francesco Saverio alla Garbatella, no bairro de Garbatella, no quartiere Ostiense de Roma.

## Titulares protetores
- Leo Scheffczyk (2001-2005)
- Franc Rode, C.M. (2006-2016); título pro illa vice (2016- )